# Muhammad ibn Abdullah al-Qahtani
Muhammad ibn Abdillah al-Qahtani (arabisch محمد عبد الله القحطاني, DMG Muḥammad b. ʿAbd Allāh al-Qaḥṭānī; * 1935; † 1980) war ein saudischer Prediger.

## Leben
Muhammad al-Qahtani gilt als eine der Hauptpersonen bei der Belagerung der Kaaba bzw. Besetzung der Heiligen Moschee in Mekka, Saudi-Arabien, der wichtigsten islamischen Pilgerstätte. Wie der Anführer Dschuhaiman al-Utaibi war Qahtani Schüler des berühmten islamischen Theologen und Großmuftis von Saudi-Arabien Abd al-Aziz ibn Baz. Qahtani schloss sich einer Gruppe von extremen Wahhabiten an, die 1979 einen bewaffneten Versuch unternahmen, die Dynastie der Saud unter der Herrschaft von König Chalid ibn Abd al-Aziz zu stürzen. Er wurde von dem Anführer der Besetzer zum erwarteten Mahdi ausgerufen, aber während des Angriffs getötet.